# 高蔚林
高蔚林，山東省萊州府膠州人，清朝政治人物、军事将领。
乾隆二十八年（1763年），考中癸未科武進士，授侍衛處藍翎侍衛。官至江蘇常州營游擊、撫標城守營參將。